# Economia evolucionária
A economia evolucionista é uma escola de pensamento econômico inspirada na biologia evolutiva. Embora não seja definida por um conjunto estrito de princípios e unindo várias abordagens, trata o desenvolvimento econômico como um processo e não como um equilíbrio e enfatiza a mudança (qualitativa, organizacional e estrutural), a inovação, as interdependências complexas, os sistemas autoevolutivos e a racionalidade limitada, como os motores da evolução econômica. O apoio à abordagem evolucionista da economia nas últimas décadas parece ter surgido inicialmente como uma crítica à a economia neoclássica dominante,  mas no início do século 21 ela já havia se tornado parte da própria economia dominante.  
A economia evolucionista não considera como fixas as características dos objetos de análise econômica ou do tomador de decisão. Em vez disso, ela se concentra nos processos de desequilíbrio que transformam a economia a partir de dentro e nas suas consequências, considerando as interdependências e o feedback. Os processos, por sua vez, emergem das ações de diversos agentes com racionalidade limitada que podem aprender com a experiência e as interações e cujas diferenças contribuem para a mudança.  

## Campo
É parte da parte da economia ortodoxa bem como da escola heterodoxa do pensamento econômico, sendo inspirada pela biologia evolucionária. Assim como a economia ortodoxa, ela salienta os conceitos de interdependências complexas, competição, crescimento econômico, mudança estrutural e restrição orçamentária, mas difere na abordagem utilizada para analisar esses fenômenos. A economia evolucionária lida com o estudo dos processos que transformam a economia pelas firmas, instituições, indústrias, emprego, produção, comércio e crescimento, através das ações dos diversos agentes a partir da experiência e interações, usando a metodologia evolucionária. 
O raciocínio econômico ortodoxo começa com os postulados da lei da escassez e dos agentes racionais (isto é, agentes modelados para maximizar seu bem-estar individual), com a "escolha racional" de qualquer agente sendo um exercício simples de otimização matemática. Passou a haver um interesse renovado em tratar os sistemas econômicos como sistemas evolucionários no campo da economia da complexidade. 
A economia evolucionária não considera as características das opções de escolha ou dos tomadores de decisão como fixas. Ao contrário, seu foco concentra-se no processo de não-equilíbrio que transforma a economia de dentro para fora e em suas implicações. O processo, por sua vez, emerge das ações de diversos agentes com racionalidade limitada que podem aprender das experiências e interações e cujas diferenças contribuem para as mudanças. Esse campo da economia baseia-se na metodologia evolucionária de Charles Darwin e no princípio da economia de não-equilíbrio de causa-consequência circular e cumulativa. Ela é naturalística ao considerar as noções anteriores de mudança econômica como teleológicas ou necessariamente melhorando a condição humana.

## Antecessores
Em meados do século XIX, foi apresentado um esquema de fases do desenvolvimento histórico, introduzindo a noção de que a "natureza humana" não era constante e não era determinante quanto à natureza do sistema social. Ao contrário, foi considerado um princípio que o comportamento humano era uma função do sistema social e econômico em que estava inserido. 
Karl Marx baseou sua teoria do desenvolvimento econômico na premissa dos sistemas econômicos em evolução, como por exemplo no fato de, ao longo da história, sistemas econômicos superiores substituírem os inferiores. Sistemas inferiores sofreram  de contradições internas e ineficiências que os tornam impossíveis de sobreviver no longo prazo. No esquema de Marx, o feudalismo foi substituído pelo capitalismo, que eventualmente seria sucedido pelo comunismo.
Aproximadamente na mesma época, Charles Darwin desenvolveu uma estrutura geral para a compreensão de qualquer processo pelo qual pequenas variações aleatórias poderiam se acumular e se transformar ao longo do tempo em mudanças de grande escala que resultariam no surgimento de formas totalmente novas ("Especiação").
Isto foi seguido logo após pelo trabalho dos filosófos pragmáticos estadosunidenses (James, Peirce, Dewey) e a criação de duas novas disciplinas, psicologia e antropologia, ambas orientadas para estruturas de catalogamento e explicativas do desenvolvimento de vários padrões comportamentais (tanto individuais quanto coletivos) que estavam cada vez mais sendo observados pelos estudiosos. O estado do mundo convergiu com o estado da evidência para tornar quase inevitável o desenvolvimento de uma estrutura mais "moderna" para a análise de assuntos econômicos substantivos.
Thorstein Veblen (1898) criou o termo "economia evolucionária" em inglês. Ele começou sua carreira no meio desse período de efervescência intelectual, e, como um jovem acadêmico, teve contato direto com algumas das figuras pioneiras dos vários movimentos que estavam moldando o estilo e a substância das ciências sociais do século seguinte. Veblen via a necessidade de levar em conta a variação cultural em sua abordagem. Nenhuma "natureza humana" universal poderia ser invocada para explicar a variedade de normas e comportamentos que a nova ciência da antropologia mostrou ser a regra, ao invês da exceção. Ele enfatizou o conflito entre os valores "industriais" e "pecuniários" e, nas mãos dos escritores posteriores, isto foi interpretado como a dicotomia cerimonial/instrumental. Veblen observou que toda cultura é baseada em valores materiais e dependente de ferramentas e habilidades que possibilitam o "processo da vida", enquanto ao mesmo tempo, toda cultura parecia ter uma estrutura estratificada de níveis ("distinções odiosas") que funcionava inteiramente contrária aos imperativos dos aspectos "instrumentais" ("tecnológicos") da vida em grupo. A parte "cerimonial" refere-se ao passado, e conforme com e apoiada por lendas tribais. O aspecto "instrumental" orientava-se  pelo imperativo da tecnologia para julgar valores pela habilidade de controlar consequências futuras. A "dicotomia Vebleniana" era uma variante especializada da "teoria instrumental do valor" de acordo com John Dewey, com quem Veblen teve um breve contato na Universidade de Chicago. 
As obras mais importantes de Veblen incluem, mas não se restringem a, suas obras mais famosas (Teoria da Classe Ociosa; Teoria do Negócio Empresarial), mas sua monografia Alemanha Imperial e a Revolução Industrial e o ensaio de 1898 intitulado Por que a Economia não É uma Ciência Evolucionária foram ambos influentes na formação da agenda de pesquisa para as gerações seguintes de cientistas sociais. Os dois livros juntos constituem uma construção alternativa às teorias neoclássicas marginalistas de consumo e produção, respectivamente. Ambos foram fundados pela sua dicotomia, que é, em sua essência, um princípio de valor. Os padrões cerimoniais de atividade não estão vinculados a qualquer passado, mas a um que gerou um conjunto específico de vantagens e preconceitos que estão por trás das instituições atuais. Julgamentos "instrumentais" criam benefícios de acordo com um novo critério, e, além disso, são inerentemente subversivas. Esta linha de análise foi desenvolvida mais completa e explicitamente por Clarence Edwin Ayres, da Universidade do Texas, a partir da década de 1920.
Kenneth Boulding foi um dos defensores dos métodos evolucionários nas ciências sociais, como é evidente em Kenneth Boulding's Evolutionary Perspective. Kenneth Arrow, Ronald Coase e Douglass North são alguns dos ganhadores do Prémio de Ciências Económicas em Memória de Alfred Nobel, que são conhecidos por sua afinidade com o campo. 
As obras de Jack Downie e Edith Penrose oferecem muitas ideias para aqueles que pensam sobre a evolução a nível da firma em uma indústria.